# John Franklin Fort

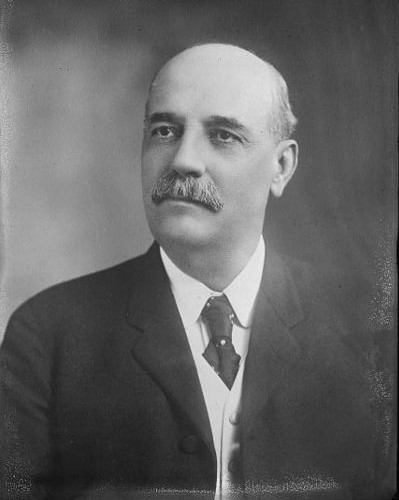
John F. Fort

John Franklin Fort, född 23 mars 1852, död 17 november 1920, var en amerikansk politiker och guvernör i New Jersey 1908–1911.

## Tidigt liv
Fort föddes i Pemberton, New Jersey. Hans farbror, George Franklin Fort, var guvernör i New Jersey 1851–1854. John F. Fort gick på Pennington Seminary och tog sedan examen i juridik från Albany Law School 1872. Han blev advokat och utnämndes av den demokratiske guvernören George B. McClellan till en tjänst som domare i Newark, en position som han hade kvar genom flera följande demokratiska delstatsstyren till dess han avsade sig den 1886.

## Politisk karriär
Fort var delegat till Republikanernas nationella konvent 1884 och 1896. År 1900 utnämnde guvernör Foster M. Voorhees honom till domare i New Jerseys högsta domstol.
Han valdes till guvernör hösten 1907 och tjänstgjorde 21 januari 1908 till 17 januari 1911. Han var även delegat till Republikanernas nationella konvent 1912.